# Mirontsi
Mirontsi è un centro abitato delle Comore, situato sull'isola Anjouan.